# Mapei (wielerploeg)/2002
Deze pagina geeft een overzicht van de wielerploeg Mapei - QuickStep in 2002.
- Ploegleiders: Fabrizio Fabbri, Eric Vanderaerden, Jesús Suárez Cueva, Serge Parsani en Roberto Damiani.
- Fietsenmerk: Colnago

| Naam              | Geboortedatum | Nationaliteit       | Ploeg 2001               |
| ----------------- | ------------- | ------------------- | ------------------------ |
| Elio Aggiano      | 15-03-1972    | Italië              |                          |
| Adriano Baffi     | 07-08-1962    | Italië              |                          |
| Paolo Bettini     | 01-04-1974    | Italië              |                          |
| László Bodrogi    | 11-12-1972    | Hongarije           |                          |
| Davide Bramati    | 28-06-1968    | Italië              |                          |
| David Cañada      | 11-03-1975    | Spanje              |                          |
| Fabian Cancellara | 18-03-1981    | Zwitserland         |                          |
| Dario Cioni       | 02-12-1974    | Italië              |                          |
| Fabien De Waele   | 19-05-1975    | België              | Lotto-Adecco             |
| Cadel Evans       | 14-02-1977    | Australië           | Saeco Macchine per Caffé |
| Paolo Fornaciari  | 02-02-1971    | Italië              |                          |
| Óscar Freire      | 15-02-1976    | Spanje              |                          |
| Stefano Garzelli  | 16-07-1973    | Italië              |                          |
| Matthew Gilmore   | 11-09-1972    | België              | Vlaanderen - T Interim   |
| Pedro Horrillo    | 27-09-1974    | Spanje              |                          |
| Kevin Hulsmans    | 11-04-1978    | België              |                          |
| Robert Hunter     | 22-04-1974    | Zuid-Afrika         | Lampre-Daikin            |
| Miguel Martinez   | 17-01-1976    | Frankrijk           | geen                     |
| Scott McGrory     | 22-12-1969    | Australië           |                          |
| Daniele Nardello  | 02-08-1972    | Italië              |                          |
| Andrea Noè        | 15-01-1969    | Italië              |                          |
| Luca Paolini      | 17-01-1977    | Italië              |                          |
| Eddy Ratti        | 04-04-1977    | Italië              |                          |
| Luca Scinto       | 18-01-1968    | Italië              |                          |
| Tom Steels        | 02-09-1971    | België              |                          |
| Andrea Tafi       | 07-05-1966    | Italië              |                          |
| Gerhard Trampusch | 11-08-1978    | Oostenrijk          | Team Deutsche Telekom    |
| Charles Wegelius  | 26-04-1978    | Verenigd Koninkrijk |                          |
| Stefano Zanini    | 23-01-1969    | Italië              |                          |

## Overwinningen
Tour Down Under
5e etappe: Cadel Evans
Trofeo Cala Millor
Óscar Freire
Trofeo Alcudia
Óscar Freire
Ronde van Langkawi
1e etappe: Robert Hunter
2e etappe: Robert Hunter
5e etappe: Robert Hunter
Giro della Liguria
3e etappe: Paolo Bettini
4e etappe: Paolo Bettini
Eindklassement: Paolo Bettini
Parijs-Nice
Proloog: László Bodrogi
Tirreno-Adriatico
2e etappe: Paolo Bettini
Brabantse Pijl
Fabien De Waele
Driedaagse van De Panne
1e etappe: Stefano Zanini
Ronde van Vlaanderen
Andrea Tafi
Ronde van Aragon
4e etappe: Davide Bramati
Luik-Bastenaken-Luik
Paolo Bettini
GP Larciano
Stefano Garzelli
Vierdaagse van Duinkerke
6e etappe: Tom Steels
Bicicleta Vasca
1e etappe: Pedro Horrillo
Ronde van Catalonië
6e etappe: Tom Steels
Nationale kampioenschappen
Hongarije (tijdrit): László Bodrogi
België (weg): Tom Steels
Zwitserland (tijdrit): Fabian Cancellara
Uniqa Classic
3e etappe: Elio Aggiano
4e etappe: Cadel Evans
Commonwealth Games
Individuele tijdrit: Cadel Evans
Ronde van Frankrijk
2e etappe: Óscar Freire
Ronde van Wallonië
1e etappe: Paolo Bettini
Eindklassement: Paolo Bettini
Regio Tour
3e etappe: Eddy Ratti
Ronde van Denemarken
4e etappe: Elio Aggiano
5e etappe: László Bodrogi
Tre Valli Varesine
Eddy Ratti
Coppa Bernocchi
Daniele Nardello
GP Eddy Merckx
László Bodrogi
Fabian Cancellara
Ronde van Poitou-Charentes
5e etappe: Elio Aggiano
Ronde van Polen
1e etappe: Robert Hunter
Giro del Lazio
Paolo Bettini
Coppa Sabatini
Paolo Bettini
Circuit Franco-Belge
1e etappe: Kevin Hulsmans
Ronde van Lucca
3e etappe: Paolo Bettini
Ronde van Piëmont
Luca Paolini

## Teams

### Tour Down Under
15 januari–20 januari
- [41.] Daniele Nardello
- [42.] Andrea Tafi
- [43.] Luca Paolini
- [44.] László Bodrogi
- [45.] Stefano Zanini
- [46.] Cadel Evans
- [47.] Kevin Hulsmans
- [48.] Fabian De Waele

### Ronde van Langkawi
1 februari–10 februari
- [11.] Andrea Tafi
- [12.] Davide Bramati
- [13.] —
- [14.] Paolo Fornaciari
- [15.] Robert Hunter
- [16.] Charles Wegelius
- [17.] Luca Scinto
- [18.] David Cañada

### Ronde van de Middellandse Zee
13 februari–17 februari
- [73.] Daniele Nardello
- [74.] Tom Steels
- [75.] Elio Aggiano
- [76.] László Bodrogi
- [77.] Fabian De Waele
- [78.] Kevin Hulsmans
- [79.] Luca Paolini
- [80.] Stefano Zanini

### Ronde van Valencia
26 februari–2 maart
- [91.] David Cañada
- [92.] Pedro Horrillo
- [93.] Robert Hunter
- [94.] Andrea Noè
- [95.] Óscar Freire
- [96.] —
- [97.] Stefano Garzelli
- [98.] Andrea Tafi

### Tirreno-Adriatico
14 maart–20 maart
- [131.] Paolo Bettini
- [132.] Davide Bramati
- [133.] Óscar Freire
- [134.] Stefano Garzelli
- [135.] Daniele Nardello
- [136.] Luca Paolini
- [137.] David Cañada
- [138.] Stefano Zanini

### Milaan-San Remo
23 maart
- [151.] Paolo Bettini
- [152.] László Bodrogi
- [153.] Davide Bramati
- [154.] Daniele Nardello
- [155.] Luca Paolini
- [156.] Óscar Freire
- [157.] Robert Hunter
- [158.] Stefano Zanini

### Ronde van Vlaanderen
7 april
- [71.] Paolo Bettini
- [72.] László Bodrogi
- [73.] Fabien De Waele
- [74.] Robert Hunter
- [75.] Daniele Nardello
- [76.] Tom Steels
- [77.] Andrea Tafi
- [78.] Stefano Zanini

### Ronde van Italië
11 mei–2 juni
- [121.] Paolo Bettini
- [122.] Davide Bramati
- [123.] Dario Cioni
- [124.] Cadel Evans
- [125.] Paolo Fornaciari
- [126.] Stefano Garzelli
- [127.] Robert Hunter
- [128.] Daniele Nardello
- [129.] Andrea Noè

### Ronde van Duitsland
3 juni–9 juni
- [31.] László Bodrogi
- [32.] Fabian De Waele
- [33.] —
- [34.] Eddy Ratti
- [35.] Andrea Tafi
- [36.] —
- [37.] Tom Steels
- [38.] Gerhard Trampusch

### Ronde van Zwitserland
18 juni–27 juni
- [31.] Daniele Nardello
- [32.] Andrea Noé
- [33.] Elio Aggiano
- [34.] Robert Hunter
- [35.] Kevin Hulsmans
- [36.] Miguel Martinez
- [37.] Gerhard Trampusch
- [38.] Charles Wegelius

### Ronde van Frankrijk
6 juli–28 juli
- [121.] Óscar Freire
- [122.] László Bodrogi
- [123.] Fabian De Waele
- [124.] Pedro Horillo
- [125.] Robert Hunter
- [126.] Miguel Martinez
- [127.] Tom Steels
- [128.] Andrea Tafi
- [129.] Gerhard Trampusch

### Ronde van Nederland
20 augustus–24 augustus
- [61.] Robert Hunter
- [62.] Óscar Freire
- [63.] Kevin Hulsmans
- [64.] Fabien De Waele
- [65.] Paolo Fornaciari
- [66.] David Cañada
- [67.] Luca Scinto
- [68.] Tom Steels

### Ronde van de Toekomst
5 september–14 september
- [31.] Filippo Pozzato
- [32.] Gianpaolo Cheula
- [33.] Bernhard Eisel
- [34.] Graziano Gasparre
- [35.] Jevgeni Petrov
- [36.] Patrik Sinkewitz

### Ronde van Spanje
7 september–29 september
- [141.] Óscar Freire
- [142.] Elio Aggiano
- [143.] Davide Bramati
- [144.] David Cañada
- [145.] Dario Cioni
- [146.] Pedro Horrillo
- [147.] Andrea Noè
- [148.] Eddy Ratti
- [149.] Charles Wegelius

### Ronde van Lombardije
19 oktober
- [161.] Paolo Bettini
- [162.] Gerhard Trampusch
- [163.] David Cañada
- [164.] Dario Cioni
- [165.] Óscar Freire
- [166.] Daniele Nardello
- [167.] Luca Paolini
- [168.] Luca Scinto

1993 · 1994 · 1995 · 1996 · 1997 · 1998 · 1999 · 2000 · 2001 · 2002